# Amstel Gold Race 1972
L'Amstel Gold Race 1972 fou la 7a edició de l'Amstel Gold Race. La cursa es va disputar el 26 de març de 1972. El vencedor final va ser el belga Walter Planckaert, que va imposar-se a l'esprint als seus companys d'escapada en la meta de Meerssen.
97 ciclistes hi van prendre part, acabant la cursa 29 d'ells.

## Classificació final
|    | Ciclista          | Equip                            | Temps      |
| -- | ----------------- | -------------------------------- | ---------- |
| 1  | Walter Planckaert | Watney-Avia                      | 6h 17' 39" |
| 2  | Willy de Geest    | Van Cauter-Magniflex-De Gribaldy | m. t.      |
| 3  | Joop Zoetemelk    | Flandria-Beaulieu                | m. t.      |
| 4  | Gerard Vianen     | Goudsmit-Hoff                    | + 14"      |
| 5  | Willy Planckaert  | Goldor-Ijsboerke                 | m. t.      |
| 6  | André Dierickx    | Flandria-Beaulieu                | m. t.      |
| 7  | Frans Verbeeck    | Watney-Avia                      | m. t.      |
| 8  | Gerben Karstens   | Rokado                           | m. t.      |
| 9  | Rik van Linden    | Van Cauter-Magniflex-De Gribaldy | m. t.      |
| 10 | Willy Teirlinck   | Sonolor                          | m. t.      |